# Championnats d'Europe de patinage artistique 2020
Navigation
Édition précédente Édition suivante
Les championnats d'Europe de patinage artistique 2020 ont lieu du 20 au 26 janvier 2020 à la Steiermarkhalle de Graz en Autriche.

## Qualifications
Les patineurs sont éligibles à l'épreuve s'ils représentent une nation européenne membre de l'Union internationale de patinage (International Skating Union en anglais) et s'ils ont atteint l'âge de 15 ans avant le 1er juillet 2019 dans leur pays de naissance. La compétition correspondante pour les patineurs non européens est le championnat des Quatre Continents 2020. Les fédérations nationales sélectionnent leurs patineurs en fonction de leurs propres critères, mais l'Union internationale de patinage exige un score minimum d'éléments techniques (Technical Elements Score en anglais) lors d'une compétition internationale avant les championnats d'Europe.

### Score minimum d'éléments techniques
L'Union internationale de patinage stipule que les notes minimales doivent être obtenues lors d'une compétition internationale senior reconnue par elle-même au cours de la saison en cours ou précédente, au plus tard 21 jours avant le premier jour d'entraînement officiel.
| Score minimum d'éléments techniques                                                         | Score minimum d'éléments techniques | Score minimum d'éléments techniques |
| Discipline                                                                                  | Programme court                     | Programme libre                     |
| Messieurs                                                                                   | 28.00                               | 46.00                               |
| Dames                                                                                       | 23.00                               | 40.00                               |
| Couples                                                                                     | 25.00                               | 42.00                               |
| Danse sur glace                                                                             | 28.00                               | 44.00                               |
| ------------------------------------------------------------------------------------------- | ----------------------------------- | ----------------------------------- |
| Les scores des programmes courts et libres peuvent être obtenus à différentes compétitions. |                                     |                                     |

### Nombre d'inscriptions par discipline
Sur la base des résultats des championnats d'Europe 2019, l'Union internationale de patinage autorise chaque pays à avoir de une à trois inscriptions par discipline.
| Nombre d'inscriptions                                             | Messieurs                                    | Dames                     | Couples                               | Danse sur glace                    |
| ----------------------------------------------------------------- | -------------------------------------------- | ------------------------- | ------------------------------------- | ---------------------------------- |
| 3                                                                 | Russie Italie                                | Russie France Finlande    | Russie France Italie                  | Russie France                      |
| 2                                                                 | Tchéquie France Géorgie Israël Espagne Suède | Tchéquie Slovaquie Suisse | Croatie Allemagne Royaume-Uni Espagne | Royaume-Uni Italie Pologne Espagne |
| Si non répertorié ci-dessus, une seule inscription est autorisée. |                                              |                           |                                       |                                    |

## Programme
|           |           | 20/21 janvier           | 22 janvier    | 23 janvier        | 24 janvier    | 25 janvier    | 26 janvier |
| --------- | --------- | ----------------------- | ------------- | ----------------- | ------------- | ------------- | ---------- |
| Dames     | Dames     | Sessions d'entraînement |               |                   | Court 11 h 30 | Libre 18h30   | Gala       |
| Messieurs | Messieurs | Sessions d'entraînement | Court 11 h 30 | Libre 18 h 30     |               |               | Gala       |
| Couples   | Couples   | Sessions d'entraînement | Court 19 h 15 |                   | Libre 19h00   |               | Gala       |
| Danse     | Danse     | Sessions d'entraînement |               | Rythmique 12 h 00 |               | Libre 13 h 25 | Gala       |

## Podiums
| Épreuves                            | Or                                      | Argent                                  | Bronze                              |
| ----------------------------------- | --------------------------------------- | --------------------------------------- | ----------------------------------- |
| Messieurs résultats détaillés       | Dmitri Aliev                            | Artur Danielian                         | Moris Kvitelashvili                 |
| Dames résultats détaillés           | Aliona Kostornaïa                       | Anna Chtcherbakova                      | Alexandra Troussova                 |
| Couples résultats détaillés         | Aleksandra Boikova / Dmitrii Kozlovskii | Evgenia Tarasova / Vladimir Morozov     | Daria Pavliuchenko / Denis Khodykin |
| Danse sur glace résultats détaillés | Victoria Sinitsina / Nikita Katsalapov  | Gabriella Papadakis / Guillaume Cizeron | Aleksandra Stepanova / Ivan Bukin   |

## Tableau des médailles
| Rang  | Nation  | Or | Argent | Bronze | Total |
| ----- | ------- | -- | ------ | ------ | ----- |
| 1     | Russie  | 4  | 3      | 3      | 10    |
| 2     | France  | 0  | 1      | 0      | 1     |
| 3     | Géorgie | 0  | 0      | 1      | 1     |
| Total | Total   | 4  | 4      | 4      | 12    |

## Détails des compétitions

### Messieurs

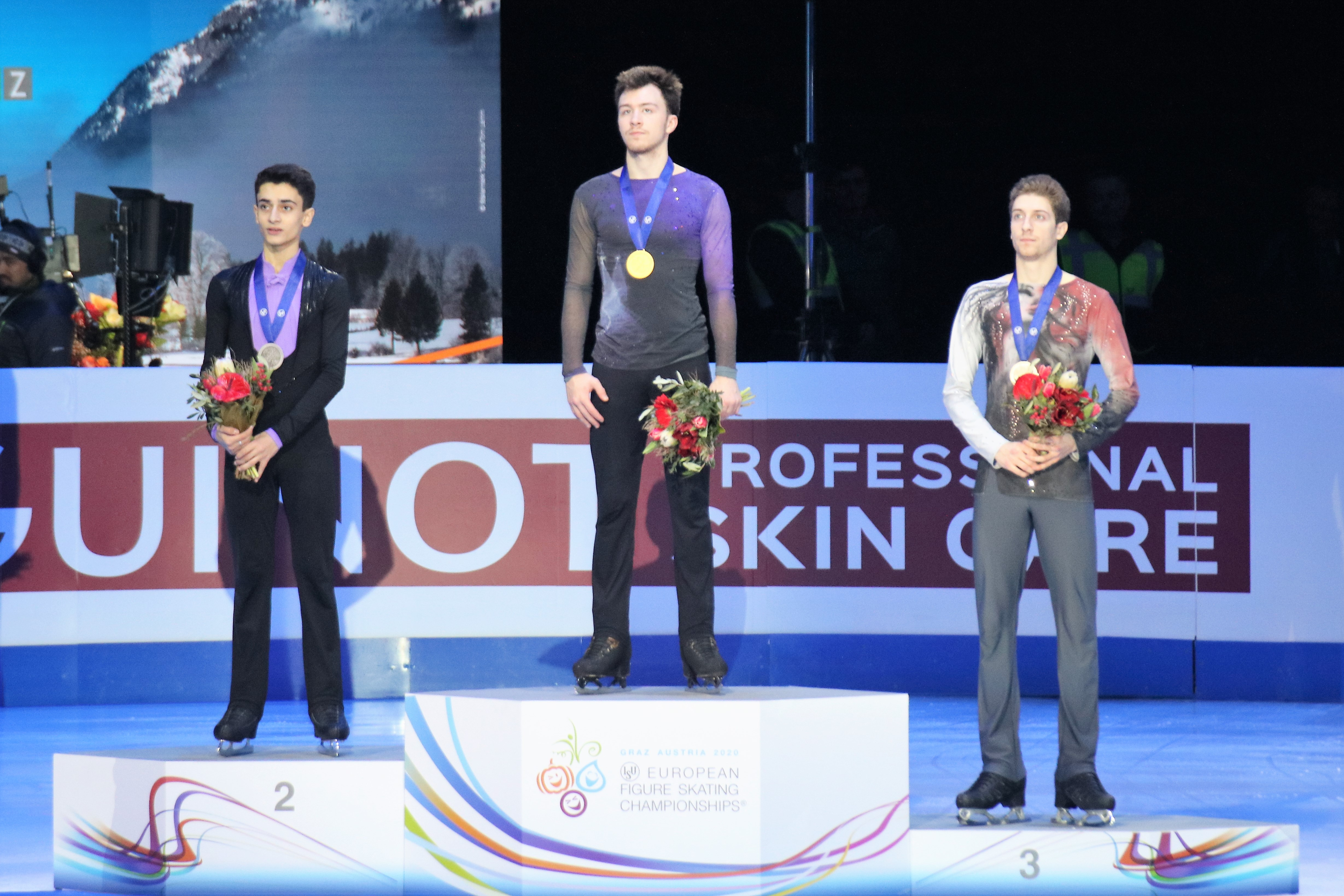
Podium des Messieurs

| Rang                                        | Nom                 | Pays        | Points | Programme court | Programme court | Programme libre | Programme libre |
| ------------------------------------------- | ------------------- | ----------- | ------ | --------------- | --------------- | --------------- | --------------- |
| 1                                           | Dmitri Aliev        | Russie      | 272.89 | 2               | 88.45           | 1               | 184.44          |
| 2                                           | Artur Danielian     | Russie      | 246.74 | 3               | 84.63           | 4               | 162.11          |
| 3                                           | Moris Kvitelashvili | Géorgie     | 246.71 | 4               | 82.77           | 3               | 163.94          |
| 4                                           | Daniel Grassl       | Italie      | 244.88 | 11              | 76.61           | 2               | 168.27          |
| 5                                           | Matteo Rizzo        | Italie      | 237.01 | 7               | 79.07           | 5               | 157.94          |
| 6                                           | Deniss Vasiļjevs    | Lettonie    | 232.67 | 5               | 80.44           | 7               | 152.23          |
| 7                                           | Michal Březina      | Tchéquie    | 231.25 | 1               | 89.77           | 11              | 141.48          |
| 8                                           | Paul Fentz          | Allemagne   | 230.01 | 6               | 80.41           | 9               | 149.60          |
| 9                                           | Vladimir Litvintsev | Azerbaïdjan | 221.09 | 17              | 70.04           | 8               | 151.05          |
| 10                                          | Aleksandr Samarin   | Russie      | 220.43 | 13              | 74.77           | 10              | 145.66          |
| 11                                          | Adam Siao Him Fa    | France      | 219.89 | 24              | 65.21           | 6               | 154.68          |
| 12                                          | Alexei Bychenko     | Israël      | 219.03 | 8               | 78.27           | 13              | 140.76          |
| 13                                          | Gabriele Frangipani | Italie      | 218.00 | 10              | 76.91           | 12              | 141.09          |
| 14                                          | Irakli Maysuradze   | Géorgie     | 214.47 | 15              | 74.13           | 14              | 140.34          |
| 15                                          | Nikolaj Majorov     | Suède       | 212.57 | 14              | 74.39           | 15              | 138.18          |
| 16                                          | Aleksandr Selevko   | Estonie     | 210.68 | 9               | 77.45           | 16              | 133.23          |
| 17                                          | Mark Gorodnitsky    | Israël      | 206.83 | 12              | 76.20           | 17              | 130.63          |
| 18                                          | Slavik Hayrapetyan  | Arménie     | 194.61 | 20              | 66.89           | 18              | 127.72          |
| 19                                          | Lukas Britschgi     | Suisse      | 190.75 | 22              | 66.32           | 19              | 124.43          |
| 20                                          | Matyáš Bělohradský  | Tchéquie    | 190.54 | 18              | 67.69           | 20              | 122.85          |
| 21                                          | Sondre Oddvoll Bøe  | Norvège     | 189.25 | 19              | 67.35           | 21              | 121.90          |
| 22                                          | Alexander Lebedev   | Biélorussie | 188.00 | 21              | 66.43           | 22              | 121.57          |
| 23                                          | Larry Loupolover    | Bulgarie    | 177.26 | 16              | 70.36           | 24              | 106.90          |
| 24                                          | Burak Demirboğa     | Turquie     | 173.31 | 23              | 66.12           | 23              | 107.19          |
| Patineurs éliminés après le programme court |                     |             |        |                 |                 |                 |                 |
| 25                                          | Illya Solomin       | Suède       |        | 25              | 64.91           | NC              | NC              |
| 26                                          | Kevin Aymoz         | France      |        | 26              | 64.40           | NC              | NC              |
| 27                                          | Peter James Hallam  | Royaume-Uni |        | 27              | 64.17           | NC              | NC              |
| 28                                          | Maurizio Zandron    | Autriche    |        | 28              | 62.45           | NC              | NC              |
| 29                                          | Davide Lewton-Brain | Monaco      |        | 29              | 61.35           | NC              | NC              |
| 30                                          | Andrey Kokura       | Ukraine     |        | 30              | 58.65           | NC              | NC              |
| 31                                          | Roman Galay         | Finlande    |        | 31              | 56.10           | NC              | NC              |
| 32                                          | Michael Neuman      | Slovaquie   |        | 32              | 53.08           | NC              | NC              |
| 33                                          | Thomas Kennes       | Pays-Bas    |        | 33              | 52.56           | NC              | NC              |
| 34                                          | Conor Stakelum      | Irlande     |        | 34              | 48.28           | NC              | NC              |
| 35                                          | András Csernoch     | Hongrie     |        | 35              | 47.30           | NC              | NC              |

### Dames

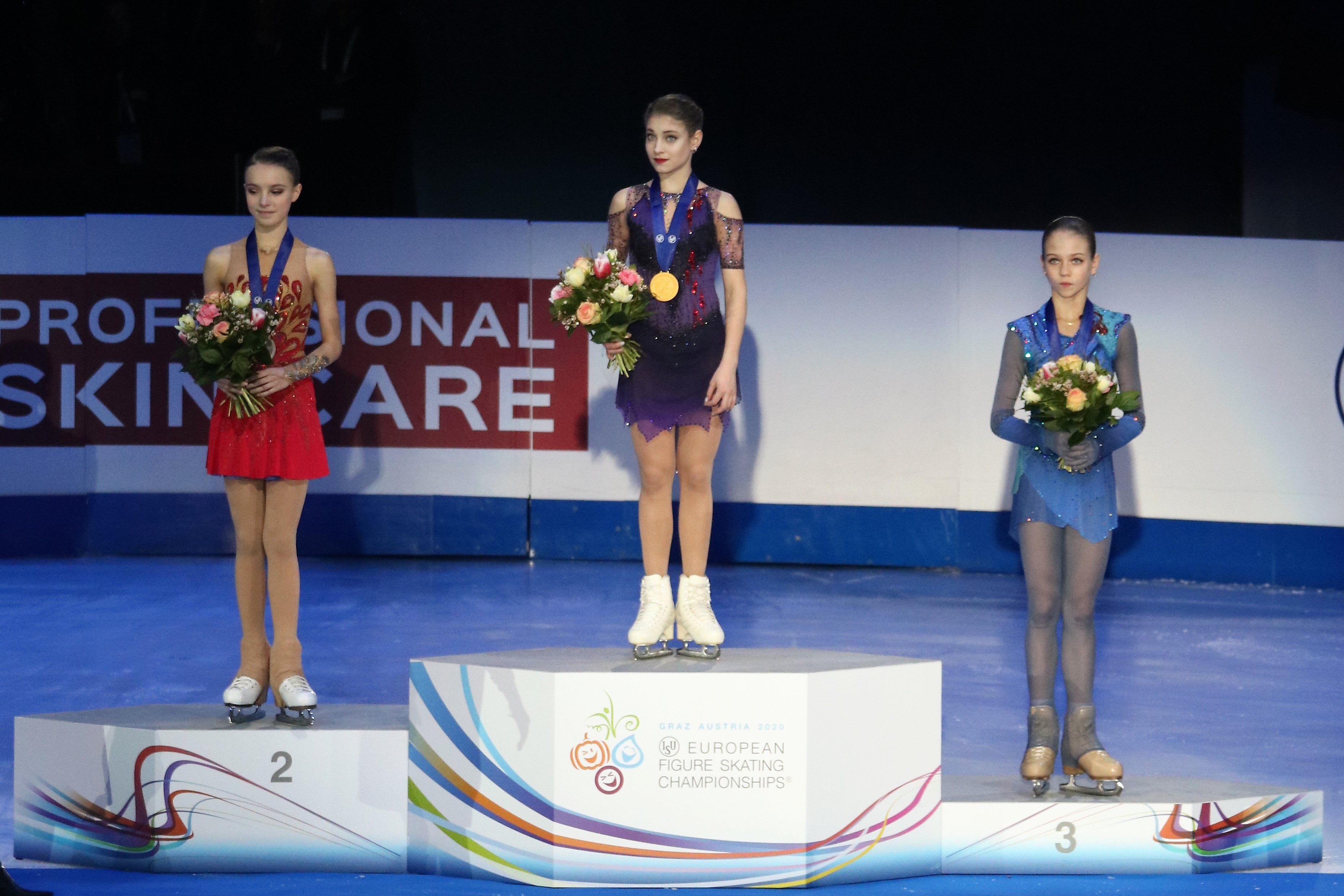
Podium des Dames

| Rang                                          | Nom                   | Pays        | Points | Programme court | Programme court | Programme libre | Programme libre |
| --------------------------------------------- | --------------------- | ----------- | ------ | --------------- | --------------- | --------------- | --------------- |
| 1                                             | Aliona Kostornaïa     | Russie      | 240.81 | 1               | 84.92           | 2               | 155.89          |
| 2                                             | Anna Chtcherbakova    | Russie      | 237.76 | 2               | 77.95           | 1               | 159.81          |
| 3                                             | Alexandra Troussova   | Russie      | 225.34 | 3               | 74.95           | 3               | 150.39          |
| 4                                             | Alexia Paganini       | Suisse      | 192.88 | 4               | 68.82           | 4               | 124.06          |
| 5                                             | Emmi Peltonen         | Finlande    | 181.79 | 5               | 66.49           | 7               | 115.30          |
| 6                                             | Ekaterina Ryabova     | Azerbaïdjan | 181.49 | 6               | 62.22           | 6               | 119.27          |
| 7                                             | Eva-Lotta Kiibus      | Estonie     | 181.24 | 11              | 59.70           | 5               | 121.54          |
| 8                                             | Alessia Tornaghi      | Italie      | 172.17 | 7               | 61.27           | 11              | 110.90          |
| 9                                             | Maé-Bérénice Méité    | France      | 172.08 | 8               | 60.64           | 10              | 111.44          |
| 10                                            | Ekaterina Kurakova    | Pologne     | 170.24 | 13              | 58.49           | 9               | 111.75          |
| 11                                            | Maïa Mazzara          | France      | 170.06 | 16              | 57.11           | 8               | 112.95          |
| 12                                            | Linnea Ceder          | Finlande    | 166.16 | 15              | 58.01           | 12              | 108.15          |
| 13                                            | Nicole Schott         | Allemagne   | 162.26 | 14              | 58.06           | 14              | 104.20          |
| 14                                            | Viktoriia Safonova    | Biélorussie | 159.91 | 20              | 53.33           | 13              | 106.58          |
| 15                                            | Alina Urushadze       | Géorgie     | 154.81 | 12              | 59.56           | 18              | 95.25           |
| 16                                            | Léa Serna             | France      | 154.73 | 10              | 59.90           | 19              | 94.83           |
| 17                                            | Alexandra Feigin      | Bulgarie    | 154.43 | 18              | 53.87           | 16              | 100.56          |
| 18                                            | Anita Östlund         | Suède       | 152.91 | 9               | 60.57           | 21              | 92.34           |
| 19                                            | Yasmine Kimiko Yamada | Suisse      | 152.62 | 24              | 51.77           | 15              | 100.85          |
| 20                                            | Daša Grm              | Slovénie    | 150.90 | 17              | 56.07           | 20              | 94.83           |
| 21                                            | Ivett Tóth            | Hongrie     | 150.36 | 22              | 52.69           | 17              | 97.67           |
| 22                                            | Eliška Březinová      | Tchéquie    | 145.35 | 19              | 53.61           | 22              | 91.74           |
| 23                                            | Natasha McKay         | Royaume-Uni | 142.14 | 23              | 52.47           | 23              | 89.67           |
| 24                                            | Olga Mikutina         | Autriche    | 130.15 | 21              | 53.19           | 24              | 76.96           |
| Patineuses éliminées après le programme court |                       |             |        |                 |                 |                 |                 |
| 25                                            | Nelli Ioffe           | Israël      |        | 25              | 51.70           | NC              | NC              |
| 26                                            | Aleksandra Golovkina  | Lituanie    |        | 26              | 50.88           | NC              | NC              |
| 27                                            | Anastasia Galustyan   | Arménie     |        | 27              | 50.08           | NC              | NC              |
| 28                                            | Valentina Matos       | Espagne     |        | 28              | 49.02           | NC              | NC              |
| 29                                            | Ema Doboszová         | Slovaquie   |        | 29              | 46.27           | NC              | NC              |
| 30                                            | Angelīna Kučvaļska    | Lettonie    |        | 30              | 45.09           | NC              | NC              |
| 31                                            | Antonina Dubinina     | Serbie      |        | 31              | 43.62           | NC              | NC              |
| 32                                            | Sinem Kuyucu          | Turquie     |        | 32              | 43.16           | NC              | NC              |
| 33                                            | Jenni Saarinen        | Finlande    |        | 33              | 42.61           | NC              | NC              |
| 34                                            | Anastasia Hozhva      | Ukraine     |        | 34              | 40.49           | NC              | NC              |
| 35                                            | Niki Wories           | Pays-Bas    |        | 35              | 38.19           | NC              | NC              |
| 36                                            | Klára Štěpánová       | Tchéquie    |        | 36              | 37.83           | NC              | NC              |
| 37                                            | Hana Cvijanović       | Croatie     |        | 37              | 36.22           | NC              | NC              |

### Couples

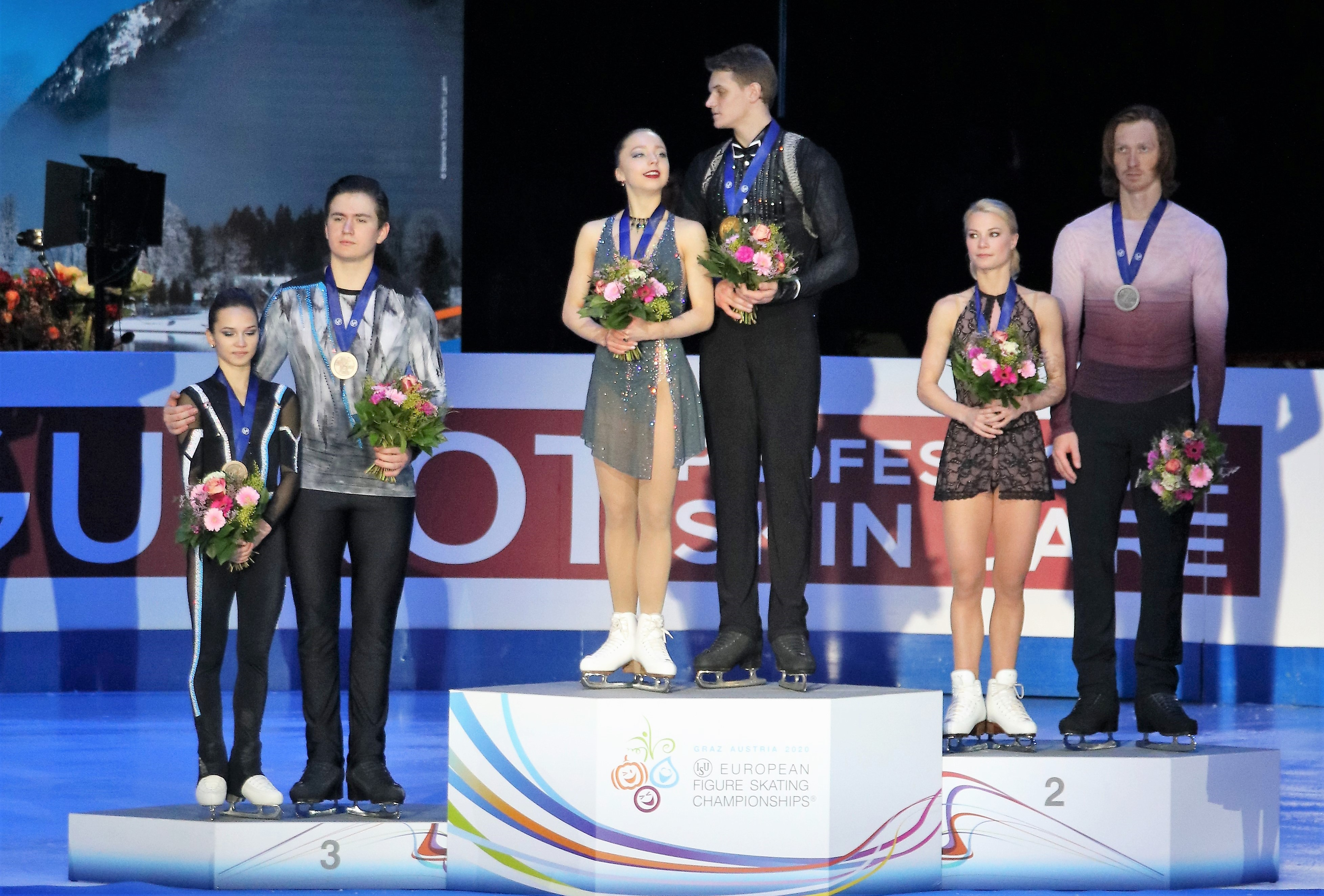
Podium des couples artistiques

| Rang                                      | Nom                                      | Pays        | Points | Programme court | Programme court | Programme libre | Programme libre |
| ----------------------------------------- | ---------------------------------------- | ----------- | ------ | --------------- | --------------- | --------------- | --------------- |
| 1                                         | Aleksandra Boikova / Dmitrii Kozlovskii  | Russie      | 234.58 | 1               | 82.34           | 1               | 152.24          |
| 2                                         | Evgenia Tarasova / Vladimir Morozov      | Russie      | 208.64 | 3               | 73.50           | 2               | 135.14          |
| 3                                         | Daria Pavliuchenko / Denis Khodykin      | Russie      | 206.53 | 2               | 74.92           | 3               | 131.61          |
| 4                                         | Nicole Della Monica / Matteo Guarise     | Italie      | 194.44 | 4               | 70.48           | 4               | 123.96          |
| 5                                         | Minerva Fabienne Hase / Nolan Seegert    | Allemagne   | 186.39 | 5               | 70.43           | 5               | 115.96          |
| 6                                         | Miriam Ziegler / Severin Kiefer          | Autriche    | 177.41 | 6               | 67.90           | 6               | 109.51          |
| 7                                         | Annika Hocke / Robert Kunkel             | Allemagne   | 166.10 | 7               | 58.43           | 7               | 107.67          |
| 8                                         | Rebecca Ghilardi / Filippo Ambrosini     | Italie      | 156.74 | 8               | 56.85           | 10              | 99.89           |
| 9                                         | Cléo Hamon / Denys Strekalin             | France      | 153.49 | 12              | 50.24           | 8               | 103.25          |
| 10                                        | Ioulia Chtchetinina / Márk Magyar        | Hongrie     | 151.50 | 10              | 51.03           | 9               | 100.47          |
| 11                                        | Coline Keriven / Noël-Antoine Pierre     | France      | 150.10 | 9               | 51.47           | 11              | 98.63           |
| 12                                        | Zoe Jones / Christopher Boyadji          | Royaume-Uni | 147.94 | 11              | 50.96           | 12              | 96.98           |
| 13                                        | Anna Vernikov / Evgeni Krasnopolski      | Israël      | 145.35 | 13              | 49.34           | 13              | 96.01           |
| 14                                        | Laura Barquero / Tòn Cónsul              | Espagne     | 135.68 | 15              | 46.79           | 14              | 88.89           |
| 15                                        | Lana Petranović / Antonio Souza-Kordeiru | Croatie     | 134.57 | 14              | 48.78           | 15              | 85.79           |
| 16                                        | Daria Danilova / Michel Tsiba            | Pays-Bas    | 116.30 | 16              | 46.10           | 16              | 70.20           |
| Couples éliminés après le programme court |                                          |             |        |                 |                 |                 |                 |
| 17                                        | Dorota Broda / Pedro Betegón Martín      | Espagne     |        | 17              | 45.54           | NC              | NC              |
| 18                                        | Alexandra Herbríková / Nicolas Roulet    | Suisse      |        | 18              | 42.16           | NC              | NC              |
| 19                                        | Sofiia Nesterova / Artem Darenskyi       | Ukraine     |        | 19              | 39.28           | NC              | NC              |

### Danse sur glace

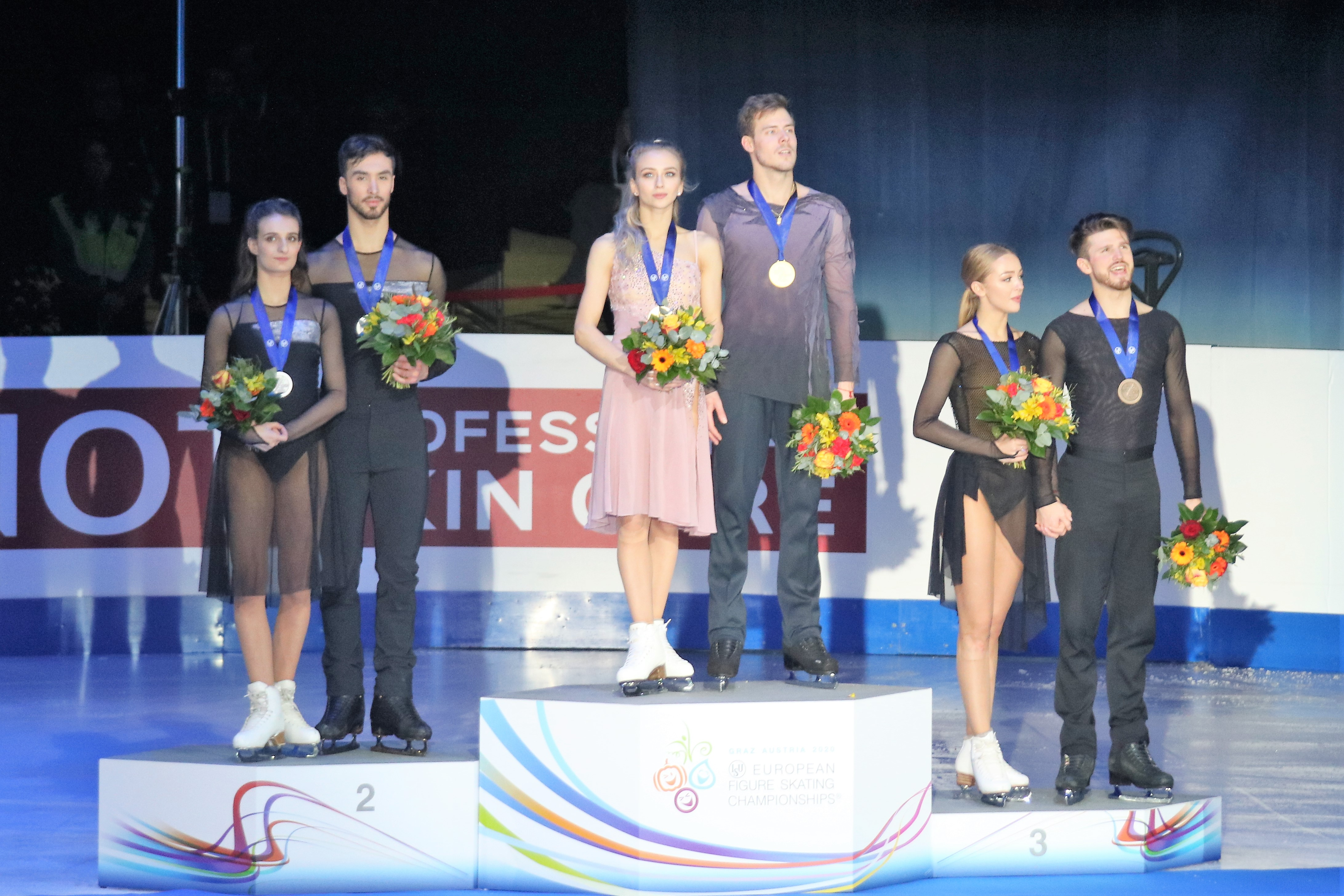
Podium de la danse sur glace

| Rang                                               | Nom                                        | Pays        | Points | Danse rythmique | Danse rythmique | Danse libre | Danse libre |
| -------------------------------------------------- | ------------------------------------------ | ----------- | ------ | --------------- | --------------- | ----------- | ----------- |
| 1                                                  | Victoria Sinitsina / Nikita Katsalapov     | Russie      | 220.42 | 2               | 88.73           | 1           | 131.69      |
| 2                                                  | Gabriella Papadakis / Guillaume Cizeron    | France      | 220.28 | 1               | 88.78           | 2           | 131.50      |
| 3                                                  | Aleksandra Stepanova / Ivan Bukin          | Russie      | 211.29 | 4               | 83.65           | 3           | 127.64      |
| 4                                                  | Charlène Guignard / Marco Fabbri           | Italie      | 205.58 | 3               | 84.66           | 4           | 120.92      |
| 5                                                  | Lilah Fear / Lewis Gibson                  | Royaume-Uni | 192.34 | 6               | 74.26           | 5           | 118.08      |
| 6                                                  | Tiffany Zahorski / Jonathan Guerreiro      | Russie      | 188.03 | 5               | 75.10           | 6           | 112.93      |
| 7                                                  | Sara Hurtado / Kirill Khaliavin            | Espagne     | 185.84 | 7               | 73.44           | 7           | 112.40      |
| 8                                                  | Olivia Smart / Adrià Díaz                  | Espagne     | 183.12 | 9               | 72.19           | 8           | 110.93      |
| 9                                                  | Natalia Kaliszek / Maksym Spodyriev        | Pologne     | 180.26 | 10              | 71.96           | 10          | 108.30      |
| 10                                                 | Oleksandra Nazarova / Maxim Nikitin        | Ukraine     | 179.94 | 11              | 71.54           | 9           | 108.40      |
| 11                                                 | Allison Reed / Saulius Ambrulevičius       | Lituanie    | 174.24 | 8               | 73.22           | 13          | 101.02      |
| 12                                                 | Adelina Galyavieva / Louis Thauron         | France      | 172.15 | 13              | 66.85           | 12          | 105.30      |
| 13                                                 | Katharina Müller / Tim Dieck               | Allemagne   | 167.44 | 18              | 61.42           | 11          | 106.02      |
| 14                                                 | Maria Kazakova / Georgy Reviya             | Géorgie     | 167.22 | 12              | 67.49           | 14          | 99.73       |
| 15                                                 | Evgeniia Lopareva / Geoffrey Brissaud      | France      | 165.22 | 15              | 65.68           | 15          | 99.54       |
| 16                                                 | Jasmine Tessari / Francesco Fioretti       | Italie      | 163.61 | 14              | 66.79           | 16          | 96.82       |
| 17                                                 | Tina Garabedian / Simon Proulx-Sénécal     | Arménie     | 156.64 | 19              | 61.25           | 17          | 95.39       |
| 18                                                 | Yuka Orihara / Juho Pirinen                | Finlande    | 156.08 | 16              | 64.49           | 19          | 91.59       |
| 19                                                 | Natálie Taschlerová / Filip Taschler       | Tchéquie    | 154.30 | 17              | 62.53           | 18          | 91.77       |
| 20                                                 | Victoria Manni / Carlo Röthlisberger       | Suisse      | 145.23 | 20              | 59.78           | 20          | 85.45       |
| Couples de danse éliminés après la danse rythmique |                                            |             |        |                 |                 |             |             |
| 21                                                 | Robynne Tweedale / Joseph Buckland         | Royaume-Uni |        | 21              | 59.25           | NC          | NC          |
| 22                                                 | Justyna Plutowska / Jérémie Flemin         | Pologne     |        | 22              | 58.49           | NC          | NC          |
| 23                                                 | Emiliya Kalehanova / Uladzislau Palkhouski | Biélorussie |        | 23              | 51.10           | NC          | NC          |
| 24                                                 | Emily Monaghan / Ilias Fourati             | Hongrie     |        | 24              | 50.22           | NC          | NC          |
| 25                                                 | Mina Zdravkova / Christopher Martin Davis  | Bulgarie    |        | 25              | 48.25           | NC          | NC          |
| 26                                                 | Nicole Kelly / Berk Akalın                 | Turquie     |        | 26              | 46.70           | NC          | NC          |
| 27                                                 | Aurelija Ipolito / J.T. Michel             | Lettonie    |        | 27              | 45.62           | NC          | NC          |